# Slana (Petrinja)
Pour les articles homonymes, voir Slana.
Slana est un village de la municipalité de Petrinja (comitat de Sisak-Moslavina) en Croatie. Au recensement de 2011, le village comptait 92 habitants.